# Adam Boniecki
Adam Edward Boniecki (* 25. července 1934, Varšava) je polský katolický kněz, teolog a novinář. Je členem Kongregace kněží Mariánů, v letech 1993-1999 byl jejím generálním představeným. Poté byl šéfredaktorem katolického listu Tygodnik Powszechny. V listopadu 2011, když mu bylo 77 let, však doplatil na své liberální názory. Jeho představený Paweł Naumowicz mu s výjimkou 'Tygodniku Powszechnego' na měsíc zakázal vystupovat v médiích.

## Zákaz vyjadřování v médiích
Boniecki je v polských intelektuálních kruzích váženou osobností a v médiích často publikoval své názory na společenské dění. Vedení kongregace zákaz nezdůvodnilo; polská média jej hodnotila jako trest za Bonieckého komentáře v televizi a tisku, které údajně mohly dráždit konzervativní část polské katolické církve.
Řád Mariánů za toto rozhodnutí kritizovali někteří polští katoličtí novináři, v ČR např. teolog Tomáš Halík. Představený Mariánů jím podle něj ublížil církvi. „Dosáhl zatím jen toho, že posílil ve společnosti předsudek, že církev je totalitní systém a relikt středověku,“ řekl Halík. S lidmi, kteří v církvi mnoho dokázali, podle něj nelze zacházet „jako s neposlušnými malými spratky, kterým – protože odmlouvali tatínkovi – se zakáže měsíc chodit do kina".

## Ocenění
- Polský občanský Řád Polonia Restituta, 2011
- Francouzské státní vyznamenání Národní řád za zásluhy, 2012